# Анджей Цайзль
Анджей Цайзль (пол. Andrzej Zeisl; бл. 1756 — 30 листопада 1829) — римо-католицький священник, доктор богослов'я, канонік Львівської латинської катедри, губерніяльний радник; у 1812—1813 академічному році — ректор Львівського університету.

## Життєпис
Народився бл. 1756 року. Висвячений на священника у 1782 році. У 1790 році був директором головної школи в Станиславі, потім учителем гімназії в Ряшеві. У 1805—1807 роках був губерніальним радником у духовних справах. Ворожо ставився до Греко-Католицької Церкви і обряду.
У 1812—1829 роках був директором богословських студій богословського факультету Львівського університету, а у 1812—1813 році академічний сенат університету обрав його на посаду ректора.